# Швартау, Оскар
Оскар Швартау (дат. Oscar Schwartau; род. 17 мая 2006) — датский футболист, нападающий клуба «Норвич Сити».

## Карьера
Играл в молодёжке «Брондбю». В юношеской лиге сыграл 18 февраля 2022 года со сверстниками из «Копенгагена», отметился забитым мячом. Дебютировал в датской Суперлиге 17 июля 2022 года в матче с «Орхусом». 

## Карьера в сборной
Играл за сборную Дании до 16 лет. Дебютировал на международном уровне 17 сентября 2021 года в матче со сборной Португалии. 